# 阿马多尔市 (加利福尼亚州)
阿马多尔市（英語：Amador City），是美国加利福尼亚州阿马多尔县下属的一座城市。建市于1915年6月2日，面积 大约为0.31平方英里（0.8平方公里）。根据2010年美国人口普查，该市有人口185人。